# Loxoblemmus descarpentriesi
Loxoblemmus descarpentriesi är en insektsart som beskrevs av Lucien Chopard 1967. Loxoblemmus descarpentriesi ingår i släktet Loxoblemmus och familjen syrsor. Inga underarter finns listade i Catalogue of Life.